# Siho Lamphouthacoul
Siho Lanphouthacoul (em laociano:  ສີໂຫ ລຳພຸທທະກຸລ, 1934 - setembro de 1966) foi um policial paramilitar do Laos. Ele usou seus poderes como Diretor Nacional de Coordenação para transformar as forças policiais laocianas em um poder nacional. Nomeado Diretor antes do golpe de Estado agosto de 1960 por Kong Le, Siho reuniu e treinou dois batalhões especiais da polícia paramilitar durante a última parte de 1960. Quando seu patrono, o general Phoumi Nosavan, tomou o poder em dezembro de 1960, os novos batalhões de Siho ajudaram a triunfar na Batalha de Vientiane. Adquirindo a Polícia Nacional do Ministério do Interior e cooptando a polícia militar local, Siho consolidou a polícia laociana no Diretorado de Coordenação Nacional. Alcançando uma força de 6.500 homens, o DNC seria o instrumento de Siho para seu efêmero golpe de Estado de 18 de abril de 1964.
Tendo falhado uma vez em sua tentativa de assumir o controle do Reino do Laos, Siho ficou de fora dos golpes de 1965. No entanto, o Exército Real do Laos atacaria e desmantelaria o Diretorado de Coordenação em 3 de fevereiro de 1965, levando Siho ao exílio na Tailândia. Em junho de 1966, ele acreditou que era seguro retornar ao Laos e se render. Três meses depois, foi baleado ao tentar fugir.